# 李家煥
李 家煥（イ・ガファン、朝鮮語: 이가환、1742年 - 1801年）は、李氏朝鮮時代の文臣、儒学者。天主教徒（キリスト教徒）。

## 生涯
朝鮮では18世紀末から天主教が普及しはじめたが、当時朋党は時派、僻派に分れて争っていた。1800年、純祖が即位すると僻派が政権を握り、時派に天主教徒が多かったことから、1800年12月から1801年2月にかけて天主教を大弾圧した。天主教の李家煥は捕らえられ、獄死。
中国殷王朝の政治家箕子が朝鮮を征服、箕子朝鮮建国後に施行した土地制度である井田制に関連する諸家の研究（韓百謙の『箕田說』、柳根の『箕田圖說後語』、許箴の『箕田圖說說後』、李瀷の『箕田續說』）を李義駿とともに蒐集して『箕田考』を著し、箕子が施行した井田制の遺跡が平壌に残っていることを立証、箕子の業績を顕彰し、その威徳を讃える。

## 著書
- 『箕田考』